# Andrzejów (osiedle w Łodzi)
Andrzejów – dawna podłódzka wieś, obecnie osiedle administracyjne w południowo-wschodniej Łodzi, na terenie Widzewa. Znajduje się na obrzeżach miasta i od wschodu graniczy z gminą Andrespol.
Administracyjnie Andrzejów stanowi główną część jednostki pomocniczej gminy Andrzejów, w skład którego wchodzą też dawne wsie, obecne osiedla Feliksin i Huta Szklana.
Na terenie osiedla znajduje się m.in. rzymskokatolicka parafia, szkoła, biblioteka, Cmentarz parafii Niepokalanego Poczęcia Najświętszej Maryi Panny, cmentarz ewangelicko-augsburski i stacja kolejowa Łódź Andrzejów.

## Historia
Dawniej samodzielna wieś ze stacją drogi żelaznej fabrycznej-łódzkiej, w odległości od Łodzi wiorst 12 a od Warszawy 109. Od 1867 w gminie Nowosolna. W okresie międzywojennym należał do powiatu łódzkiego w woj. łódzkim. W 1921 roku wieś Andrzejów liczyła 590 mieszkańców a osiedle stacji kolejowej Andrzejów – 65 mieszkańców. 1 września 1933 utworzono gromadę (sołectwo) Andrzejów w granicach gminy Nowosolna, składającą się z wsi Andrzejów i stacji kolejowej Andrzejów.
Podczas II wojny światowej włączony do III Rzeszy. Po wojnie Andrzejów stanowił część powiatu łódzkiego w woj. łódzkim jako jedna z 7 gromad gminy Nowosolna. W związku z reorganizacją administracji wiejskiej jesienią 1954, Andrzejów wszedł w skład nowej gromady Andrzejów. 30 czerwca 1963 zniesiono gromadę Andrzejów, a z jej obszaru (oraz z obszaru zniesionej gromady Andrespol) utworzono osiedle Andrespol w tymże powiecie. Tak więc w latach 1963–1972 Andrzejów stanowił integralną część Andrespola.
Od 1 stycznia 1973 ponownie samodzielna miejscowość, tym razem w gminie Andrespol w powiecie łódzkim. W latach 1975–1987 miejscowość należała administracyjnie do województwa łódzkiego.
1 stycznia 1988 Andrzejów (408,54 ha) włączono do Łodzi.